# Profundidad de campo

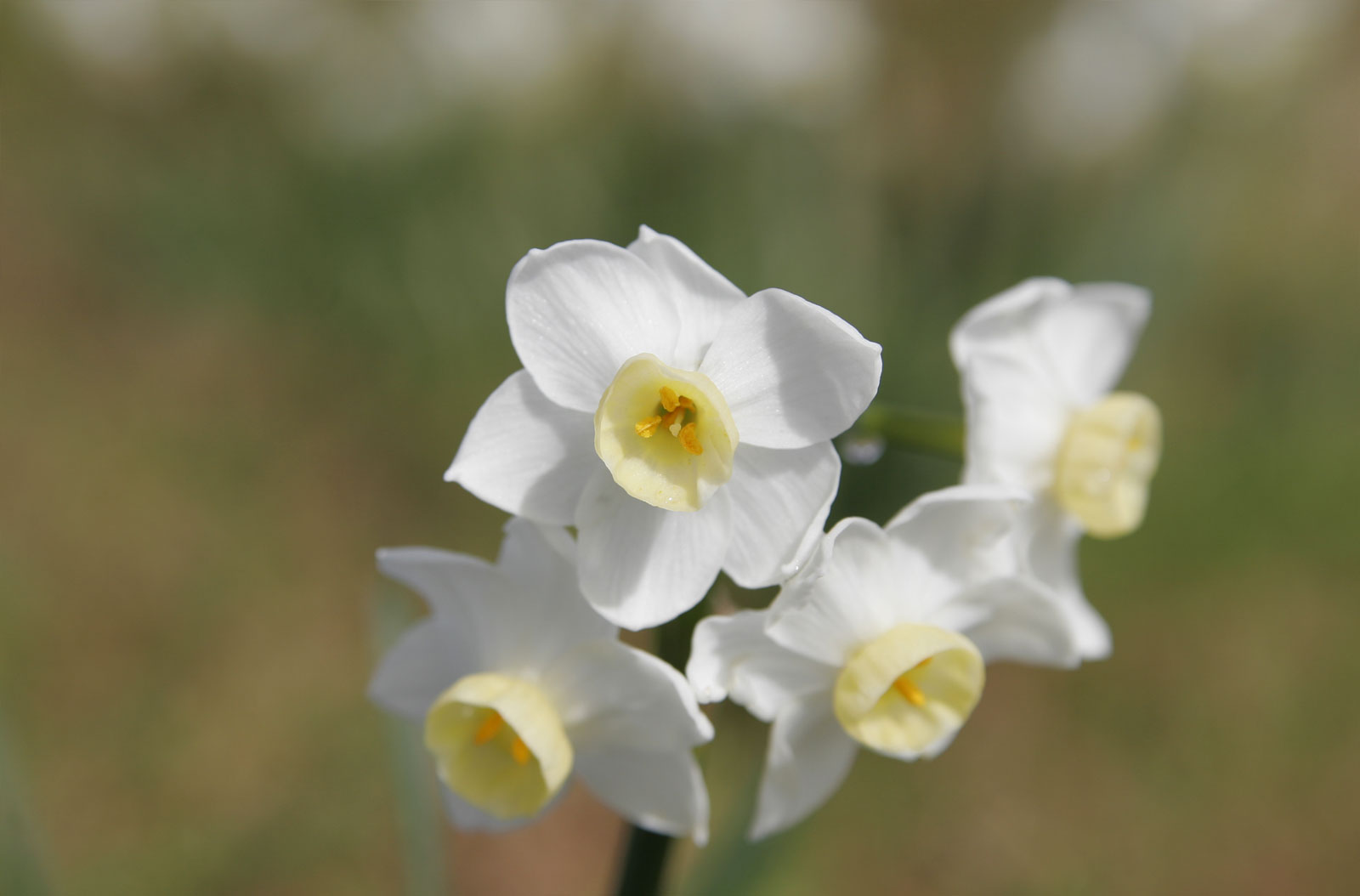
Imagen con poca profundidad de campo.

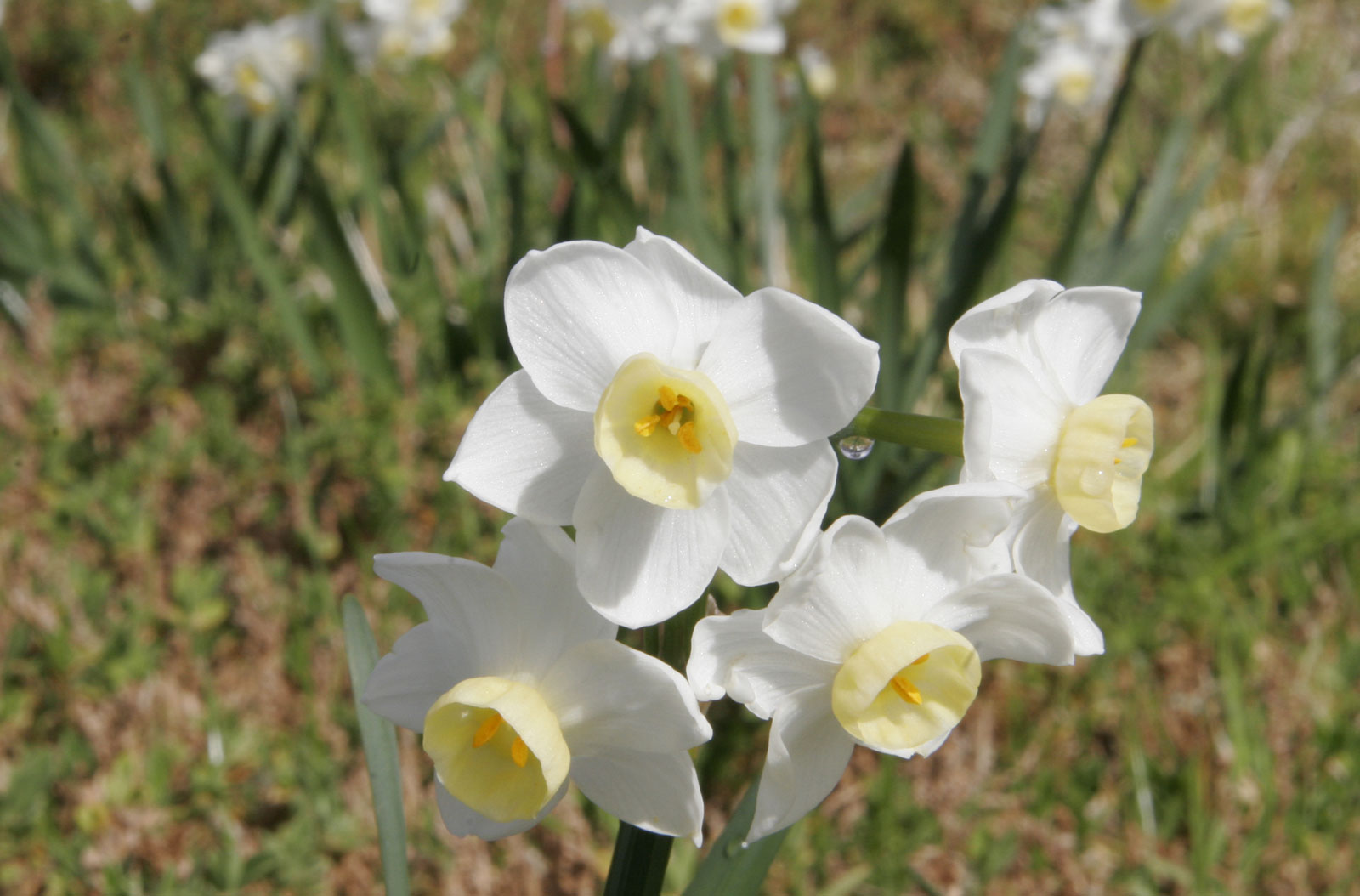
Imagen con profundidad de campo moderada.

Por profundidad de campo o PDC se entiende tradicionalmente en óptica, y en fotografía en particular, la zona que comprende desde el punto más cercano y el más lejano de nuestro campo que sea aceptable en cuanto a nitidez, una vez formada su imagen en el mismo plano de enfoque. Un diafragma cerrado aumenta esta profundidad, en tanto que distancias focales largas (especialmente teleobjetivos) la disminuyen.
Depende de cuatro factores:
- El tamaño del círculo de confusión máximo o CCM (y por tanto el formato y el tamaño de la impresión, además de la distancia de observación y de la capacidad resolutiva de cada observador).
- La distancia focal.
- La apertura del diafragma, o número f.
- La distancia de enfoque.

Las limitaciones de la profundidad de campo a veces se pueden superar con diversas técnicas y equipos. La profundidad de campo aproximada puede estar dada por:
{\displaystyle {\text{DOF}}\approx {\frac {2u^{2}Nc}{f^{2}}}}
para un círculo de confusión dado (c), distancia focal (f), número f (N) y distancia al sujeto (u).
Es importante no confundir la profundidad de campo con la profundidad de foco, que es el margen por el cual puede colocarse la película o sensor tras el objetivo, de tal manera que el desenfoque no sea apreciable.

## Círculo de confusión máximo CCM

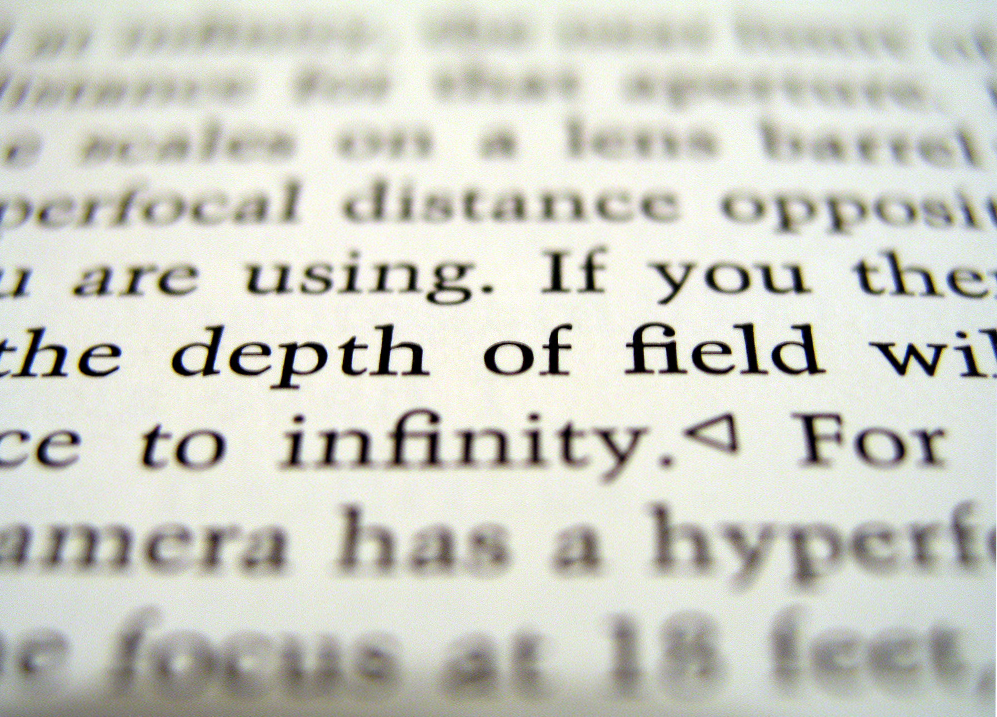
Círculo de confusión: solo la línea central aparece enfocada, el resto en cambio no; aunque a una resolución de 250 pixeles de ancho aparentan estar enfocadas las 3 líneas centrales.

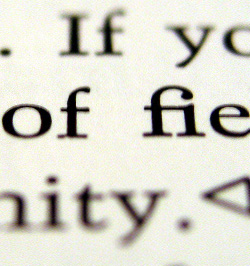
A su resolución original de 997 pixeles de ancho el círculo de confusión no oculta el desenfoque.

Los círculos de confusión son los pequeños círculos de luz que forman cada punto de una imagen que no está a foco. Si un punto de un sujeto está en el plano enfocado, nos produce (o nos debería producir) un punto en el plano del sensor o película. Lo que solemos decir que un punto sujeto nos produce un punto imagen. Pero si situamos un objeto por delante o por detrás de ese plano enfocado,  en vez de un punto imagen se nos formará un disco de luz más o menos grande dependiendo de que esté más o menos cerca del plano enfocado. 
El círculo de confusión máximo es el tamaño que ha de tener un círculo de confusión en la película o sensor para que cuando al ampliarlo veamos la copia en unas condiciones determinadas nos sea indistinguible de un punto inferior en tamaño, de manera que a partir de ese tamaño de punto hacia más grande empezamos a percibir las cosas como con falta de nitidez. Internacionalmente se ha establecido que un punto de 0,25 mm en una copia de 20x25 visto a unos 635 mm (25") es considerado como el máximo tamaño de punto a partir del cual las imágenes nos parecerían con falta de nitidez. Este valor se ha establecido con datos de observación directa de un gran número de individuos y se ha establecido un valor medio, pues es evidente que para personas con una agudeza visual por encima de lo normal el tamaño de ese círculo ha de ser inferior a los 0,25 mm y en personas con menos agudeza visual será al revés y la agudeza visual no depende de la corrección que se necesite por medio de gafas (esta corrección se da por bien hecha), sino de la densidad de células receptoras en la retina. 
Para calcular finalmente el valor del círculo de confusión máximo debemos dividirle a ese valor de 0,25 mm el factor de ampliación que resulta de pasar de un formato determinado al tamaño de copia de 20 x 25 establecido como canon. Así, en formato 24 x 36 considerando los valores respecto al lado más corto 24 mm (el lado más largo es variable en función de la relación de proporción de los lados, 2/3 o 4/3, etc.) para pasar a medir 200 mm (la copia) 200/24 (del sensor)= 8,33 y nos dará que 0,25/8,33=0,03 mm como tamaño del CCM para este formato de 24 x 36. En la tabla se ven los valores para diferentes formatos.
| FF (formato completo) | 24 x 36        | 1   | 0,03  |  |               |             |     |       |
| APS-H (canon)         | 28,7 x 19      | 1,3 | 0,024 |  |               |             |     |       |
| APS-C (nikon)         | 23,6 x 15,7    | 1,5 | 0,02  |  | APS-C (canon) | 22,3 x 15,1 | 1,6 | 0,019 |
| 4/3                   | 17,3 x 13      | 2   | 0,016 |  |               |             |     |       |
| Nikon 1               | 13,2 x 8,8     | 2,7 | 0,011 |  |               |             |     |       |
| Micro 4/3             | 17.3 x 13.8 mm | 2   | 0,016 |  |               |             |     |       |
| Compacta 1/2,5"       | 5,76 x 4,29    | 5,6 | 0,005 |  |               |             |     |       |

## Distancia focal
El efecto de la distancia focal sobre la profundidad de campo es inversamente proporcional y a menor distancia focal más profundidad de campo "PDC" si mantenemos el resto de los parámetros constantes.
Lo que pasa es que la proporción no es lineal y pasamos de tener una PDC desde muy cerca hasta infinito en angulares, a reducirse drásticamente a medida que subimos la distancia focal. Para cada caso hay una distancia focal a partir de la cual las distancias de PDC pasan de ser infinitas a ser finitas. Un objetivo de 37,5 mm de distancia focal en formato 24 x 36 a f16 enfocando a 3 m tiene una PDC desde 1,49 mm hasta ∞ y un 38 mm va desde 1,51 m hasta 195 m y a partir de ahí el declive, un 50 mm en las mismas condiciones tiene una PDC desde casi 2 m hasta casi 7 m, total 5 m y un 100 mm tendría una PDC desde 2,63 m hasta 3,49 m, total 0,86 m. Como se puede ver la reducción de la PDC es importante cuando la distancia focal se va proporcionalmente aumentando.

## Número f
El efecto del valor de diafragma sobre la profundidad de campo "PDC" también es sencillo de estudiar. A diafragma más cerrado, mayor PDC o lo que es lo mismo a mayor nºf más PDC.
La razón física se debe a que al cerrar el diafragma el cono de luz que forma este con el punto del objeto se reduce en ángulo por lo que los círculos de confusión máximos se situaría más lejos del plano enfocado que si el ángulo es más abierto. En el dibujo se puede entender mejor esto.

Efecto del diafragma sobre la profundidad de campo. Los puntos en el plano enfocado (2), proyectan puntos en el plano imagen, pero los que están fuera del plano enfocado (1 y 3) causan un círculo de confusión, proyectando una imagen borrosa. Al emplear un diafragma, el área efectiva de la lente (4) se reduce, reduciendo a su vez el tamaño de los círculos de confusión (ya que el ángulo entre los rayos de máxima separación angular provenientes de un mismo punto ven reducida esa separación angular por el diafragma), así que objetos alejados del plano enfocado se ven más nítidos, lo que aumenta la profundidad de campo (la distancia alrededor del plano enfocado a la que los objetos se ven con una cierta nitidez).

Hablando del ojo y su sistema de diafragma como es el iris, explica el hecho de que un diafragma muy abierto reduzca la profundidad de campo, así, de noche vemos peor definición no solo por la reducción de intensidad de luz sino también por la menor PDC general al tener nuestro ojo la pupila abierta y costarnos más enfocar los diferentes planos. Si tenemos algún defecto en la vista el problema se agudiza, por ejemplo, una persona que le cuesta enfocar de cerca en condiciones normales en un interior para leer un texto con luz baja (el iris ocular se abre), si sale al exterior con sol directo es posible que si el problema no es muy agudo consiga poder leerlo por el simple hecho de cerrar drásticamente el iris al recibir tanta luz.

## Distancia de enfoque
Cuanto más cerca se encuentre el motivo que se desea fotografiar, menor será la profundidad de campo y si enfocamos más lejos aumenta la profundidad de campo hasta el límite de la distancia hiperfocal, que es el punto de enfoque en que tenemos la máxima profundidad de campo. Si enfocamos más lejos de esta distancia iremos perdiendo otra vez profundidad de campo, aunque no tanta como si nos acercamos.
Circula una falacia muy extendida que dice que hay el doble de PDC por detrás del punto enfocado que por delante y esto es verdad solo para una combinación exacta de n.ºf distancia focal y distancia de enfoque. Por ejemplo, si enfoco a 2 m con un 50 mm a f16 se cumple la falacia aproximadamente, pero si enfoco más cerca la PDC se va paulatinamente igualando al punto que cuando nos movemos en distancias propias de fotografía macro la PDC es la misma por delante que por detrás y si enfocamos más lejos de 2 m la PDC por detrás aumenta muchas más veces que por delante al punto de enfocar a la distancia hiperfocal en la que la PDC por detrás se dispara hasta ∞.

### Efecto combinado de distancia focal y distancia de enfoque en fotografía de aproximación
Siempre y cuando nos encontremos en rangos de enfoque inferiores a 1/4 de la distancia hiperfocal, la profundidad de campo mientras mantengamos una ampliación determinada no variará estemos con la focal que estemos. Esto en fotografía macro se cumple a la perfección pues estamos por debajo de esos valores de distancia de enfoque inferior a 1/4 de la distancia hiperfocal, pero en fotografía distante por encima de estos valores no se cumple. En estos casos de dentro de los rangos mencionados con un tele tenemos menos profundidad de campo que con un normal o un angular y eso es verdad mientras los demás parámetros se mantienen constantes, pero si mantenemos la misma ampliación aunque cambiemos la focal, cambiando proporcionalmente la distancia de enfoque para encuadrar lo mismo, la profundidad de campo no variará, la PDC que pierdo si aumento la distancia focal la gano por ponerme más lejos. Lo que sucede es que con teleobjetivos el fondo desenfocado se ve más grande que con un angular, por lo que nos parece más desenfoque, pero si nos fijamos veremos que tanto el fondo de la foto hecha con el angular como el fondo de la hecha con el tele tiene la misma falta de nitidez si el motivo está encuadrado a la misma ampliación y trabajamos con el mismo formato y diafragma y de hecho en el motivo que estemos fotografiando, veremos que hay la misma PDC si enfocamos al mismo plano con un angular que con un tele.

### Influencia del cambio de formato en la PDC
Otro tema que trae cola es el de si aumenta o disminuye la PDC con un formato u otro. A ver, si yo busco la misma angulación en el registro de una imagen, si utilizó un formato pequeño tendré más PDC que con un formato más grande debido a que para la misma angulación con un formato superior hay que aumentar también la distancia focal y como vimos al analizar este factor resulta que la PDC se reduce más rápidamente en las distancias focales largas que en las cortas. Pero en esta ecuación no hemos considerado el factor del tamaño del círculo de confusión máximo, y resulta que ateniéndonos a esto, el formato pequeño por el simple hecho de tener que ampliar más para conseguir la misma copia de grande perderá PDC, lo que pasa es que el factor de la distancia focal es más importante que el del círculo de confusión máximo por lo que sigue ganando en PDC el formato menor, pero no gana tanto como en principio parecía pues parcialmente se compensa con el CCM.
Ahora bien, si pretendemos hacer una copia del mismo tamaño con dos formatos distintos con la misma óptica, n.º f y distancia de enfoque (evidentemente cada foto tendrá encuadres diferentes) resulta que la foto con el formato menor tendrá menos PDC que la del formato mayor pues el único factor que estamos cambiando es el del CCM. Pero en este mismo caso si en vez de hacer una copia del mismo tamaño, hacemos una copia proporcional a cada formato y la observamos a la misma distancia entonces la PDC será la misma con los dos formatos.

### Considerando la distancia de observación
Hemos dado por hecho en todo lo visto antes, que la distancia de observación era constante en todas nuestras pruebas para un tamaño de copia fijo, pero si alteramos este parámetro pueden pasar tres cosas:
1. Si mantenemos el tamaño de copia al alejarnos aumentará la PDC.
2. Si al alejarnos o acercarnos cambiamos proporcionalmente el tamaño de la copia la PDC será la misma
3. Si aumentamos el tamaño de la copia pero la observamos a la misma distancia disminuirá la PDC. Esto se da uno cuenta en el momento que queremos hacer una foto de una vista general de una ciudad por ejemplo con sus edificios. Si queremos jugar con algún elemento que esté más cerca que el ∞ en el cual están los edificios de la ciudad, podemos hacer uso de la distancia hiperfocal para conseguir nitidez con mucha profundidad, entonces enfocaremos un punto más cercano que ∞ y conseguiremos ver bien toda la foto mientras la veamos a la distancia adecuada con el tamaño de copia estándar, pero si hacemos un mural con esa foto y la seguimos queriendo ver de cerca para apreciar los detalles de los edificios, nos llevaremos una decepción porque lo que antes nos parecía nítido ahora lo vemos desenfocado y nos damos cuenta que para hacer esta foto y exigirle tanto en cuanto a la observación no podemos hacer uso de la distancia hiperfocal y debemos en este caso enfocar a ∞ directamente.